# دزيريات
دزيريات وهو اسم مرتبط ارتباطاً وثيقاً بالجزائر. فكلمة دزيريات جاءت من كلمة "دزاير" في العامية الجزائرية، وهي تعني "الجزائر العاصمة".

## التحضير
تُحضر الدزيريات من عجينة الدقيق المحلاة قليلاً، والتي تحتوي على حشوة من اللوز بنكهة قشرالليمون، مغموسة في خليط من العسل وماء زهر البرتقال. دزيريات جميلة جدًا، على شكل وريدات، مزينة بزخارف متعددة (زهور، أوراق، لآلئ، إلخ). تحظى هذه الكعكات بشعبية كبيرة خلال حفلات الزفاف أو الخطوبة.